# Flickan med kappsäcken
Flickan med kappsäcken (italienska: La ragazza con la valigia) är en italiensk-fransk romantikfilm från 1961 i regi av Valerio Zurlini.

## Rollista i urval
- Claudia Cardinale - Aida Zepponi
- Jacques Perrin - Lorenzo Feinardi
- Luciana Angiolillo - Marta, Lorenzos faster
- Renato Baldini - Francia
- Riccardo Garrone - Romolo
- Gian Maria Volonté - Piero Benotti
- Corrado Pani - Marcello Feinardi
- Romolo Valli - don Pietro, prästen
- Enzo Garinei - Pino
- Ciccio Barbi - Crosia
- Edda Soligo - lärarinnan